# Javaanse soendabuulbuul
De Javaanse soendabuulbuul (Ixos virescens) is een zangvogel uit de familie Pycnonotidae (buulbuuls).

## Verspreiding en leefgebied
Deze soort is endemisch op Java in berg- en heuvellandbos op hoogten tussen 800 en 3000 meter boven zeeniveau.

## Status
De grootte van de populatie is niet gekwantificeerd maar de soort wordt omschreven als vrij algemeen. Op de Rode lijst van de IUCN heeft deze soort de status niet bedreigd.